# 도쿄 급행 전철 8000계 전동차

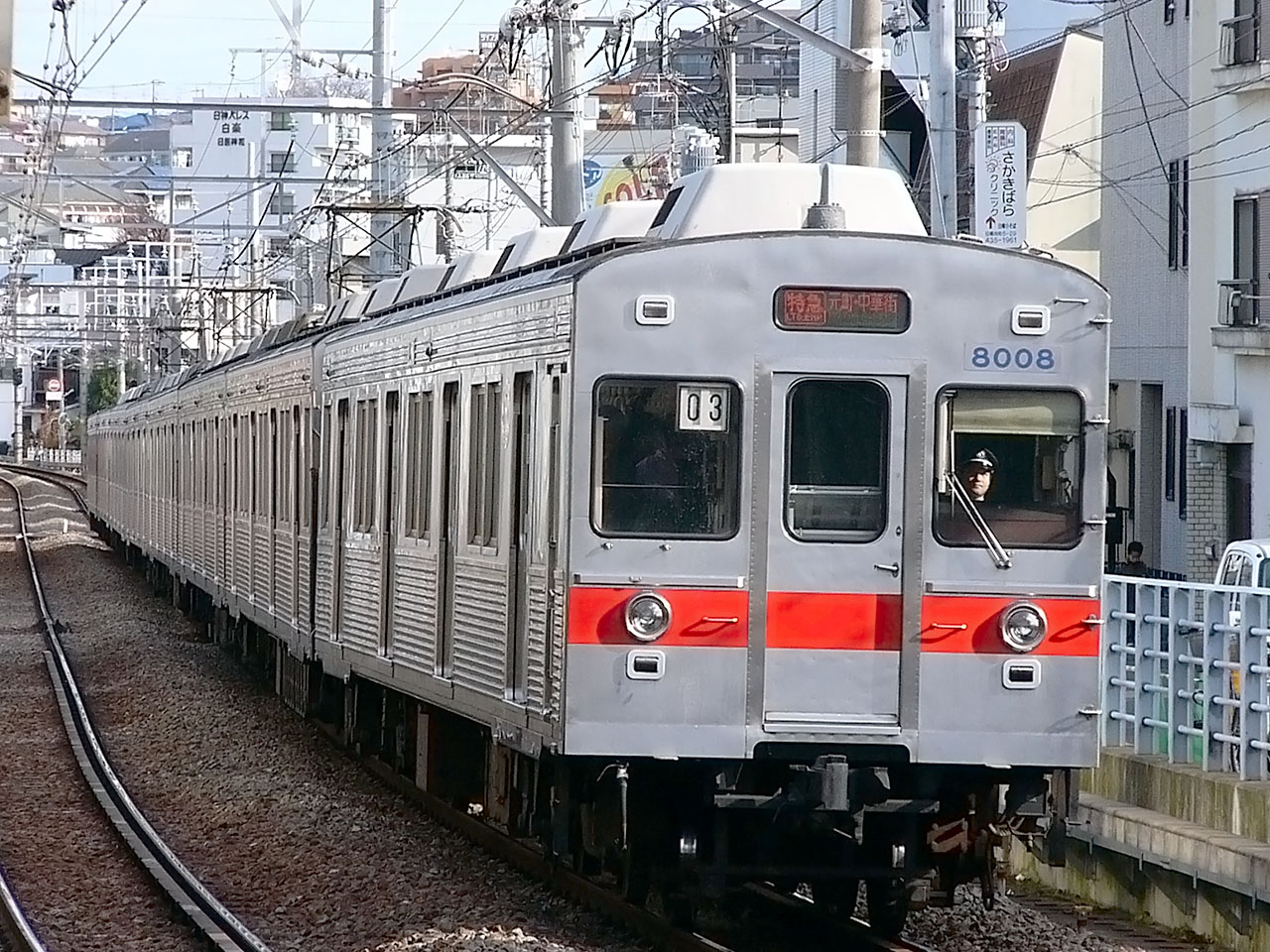
지난날의 8000계 전동차

도쿄 급행 전철 8000계 전동차(東急8000系電車)는 1969년에 취역한 도쿄 급행 (도큐) 전철의 통근형 전동차이다. 파생형인 8500계, 8090계, 8590계 와 합해서 총 677량이 제작되었다.
차체는 골조를 포함해서 스테인레스강으로 만들어졌다. 스테인레스강 차체는 1962년에 등장한 7000계 전동차 이래의 기술이다. 1량당 전장은 20m로 출입문은 한쪽 면에 4개씩 있다. 주 제어기에는 회생 제동을 용이하게 동작시킬수 있도록 계자(界磁) 쵸퍼 제어라는 일본 특유의 방식을 처음으로 도입하였다. 이 때문에 견인 전동기로는 직류 복권 (複卷) 전동기를 채용하였다. 공기 제동 방식으로서는 회생 제동 병용 전기 지령식 제동을 일본에서 처음으로 채용하였다. 만약의 열차 분리 사고에 대비해서 비상 제동 회로 뿐만 아니라 상용 제동 회로도 상시여자 (常時勵磁) 방식을 채택함으로써 여유도를 높였다. 주간 (主幹) 제어기는 일본에서 처음으로 T자형 원 핸들 을 실용화하였으며, 이들 요소 기술은 각각 1970년대부터 1980년대에 일본의 사유 철도의 여러 전동차에 광범하게 응용되었다.
본래의 8000계는 도큐 전철에서는 2008년에 운행을 마쳤었다. 현재는 일본 시즈오카현에 있는 이즈 급행 선이나 인도네시아 국유 철도에 양도되어 운행중에 있으며, 8500계, 8090계, 8590계는 계속해서 도큐 전철에서 활약하고 있다.

## 같이 보기
- 도쿄 급행 전철 8500계 전동차